# باول هينزل
باول هينزل (بالإنجليزية: Paul Haensel)‏ هو اقتصادي أمريكي، ولد في 8 فبراير 1878 في موسكو في روسيا، وتوفي في 28 فبراير 1949 في الولايات المتحدة.